# Eriauchenius tsingyensis
Eriauchenius tsingyensis is een spinnensoort uit de familie Archaeidae. De soort komt voor in Madagaskar.